# Luka Pejović
Luka Pejović, né le 31 juillet 1985 à Titograd (alors ville de Yougoslavie), est un footballeur professionnel monténégrin. Il occupe actuellement le poste de défenseur au FK Mladost Podgorica. 

## Biographie

### Ses débuts au Monténégro
Après avoir commencé sa carrière au Crvena Stijena, Luka Pejović rejoint le FK Grbalj et dispute le premier championnat de l'histoire du Monténégro. Auteurs de bonnes prestations, il est repéré par le sélectionneur de l'équipe nationale, qui lui fait jouer son premier match contre le Japon le 1er juin 2007. Néo-international, il attire les regards des meilleurs clubs du pays.
Peu après le coup d'envoi de la nouvelle saison 2007-2008, Pejović signe au FK Mogren. Dans la continuité, il est désigné co-meilleur joueur du championnat avec Aleksandar Nedović, son ancien équipier au Grbalj Radanovići. Titulaire à pratiquement tous les matches, il se bat pour remporter le titre de champion avec le Zeta Golubovci et le Budućnost Podgorica, qui le dépasse finalement à la différence de buts. Troisième, le FK Mogren se qualifie tout de même pour la Coupe UEFA grâce à sa victoire en coupe nationale aux tirs au but et aux dépens de Podgorica. La saison suivante, Pejović et son club prennent leur revanche en championnat, gagnant ainsi le premier titre de champion de l'histoire du club. Qualifié pour la Ligue des Champions, le Monténégrin joue les quatre matches de son équipe dans la compétition et participe à la déroute infligée à son club par le  FC Copenhague. Toujours autant utilisé par son entraîneur, il vit une saison difficile et échoue très loin du Rudar Pljevlja, sacré champion. La saison suivante est meilleure collectivement, le FK Mogren occupant la première place.

### Départ en Pologne, à Białystok
En janvier 2011, le joueur rejoint le club polonais du Jagiellonia Białystok, alors en tête de son championnat. Il paraphe un contrat le liant au Jaga jusqu'en juin 2015. Au sein d'une équipe assez inexpérimentée, Pejović gagne sa place en défense mais ne peut éviter la chute du club, qui descend à la quatrième place mais se qualifie quand même pour la Ligue Europa.

## Palmarès
- Vainqueur de la Coupe du Monténégro : 2008 et 2015
- Champion du Monténégro : 2009 et 2016